# Actebia intracta
Actebia intracta är en fjärilsart som beskrevs av Walker 1857. Actebia intracta ingår i släktet Actebia och familjen nattflyn. Inga underarter finns listade i Catalogue of Life.